# Nonnula rubecula
Nonnula rubecula е вид птица от семейство Bucconidae.

## Разпространение
Видът е разпространен в Аржентина, Бразилия, Венецуела, Еквадор, Колумбия, Парагвай, Перу, Суринам и Френска Гвиана.